# تشارلز د. بيري
تشارلز د. بيري (بالإنجليزية: Charles D. Perry)‏ هو سياسي أمريكي، ولد في 12 مارس 1907، وتوفي في 18 سبتمبر 1964. حزبياً، نشط في الحزب الديمقراطي. وقد انتخب عضو مجلس ولاية نيويورك.